# Galeus gracilis
Galeus gracilis är en hajart som beskrevs av Compagno och Stevens 1993. Galeus gracilis ingår i släktet Galeus och familjen rödhajar. IUCN kategoriserar arten globalt som otillräckligt studerad. Inga underarter finns listade i Catalogue of Life.
Denna haj registrerades kring norra och västra Australien samt Timor och södra Nya Guinea. Den vistas vanligen i regioner som ligger 290 till 470 meter under havsytan.
Den största kända individen var 34 cm lång.